# 锉纹笋螺
锉纹笋螺（学名：Terebra lima），是新腹足目笋螺科笋螺属的一种。主要分布于韩国、台湾，常栖息在浅海砂底。